# 雹水乡
雹水乡，是中华人民共和国河北省保定市唐县下辖的一个乡镇级行政单位。

## 行政区划
雹水乡下辖以下地区：
东雹水村、风山庄村、西雹水村、周雹水村、北雹水村、中大洋村、黄金峪村、石南坡村、南大洋村和山庄尔村。